# Carolina Herschel
Caroline Lucrecia Herschel (Hannover, 16 de marzo de 1751 - ibid. 9 de enero de 1848) fue una astrónoma alemana afincada en Inglaterra, que descubrió ocho cometas, de los cuales seis llevan su nombre, entre los que destaca el cometa periódico 35P/Herschel-Rigollet encontrado el 21 de diciembre de 1788.
Trabajó con su hermano William Herschel en la elaboración de sus telescopios y en sus observaciones.
Fue la primera mujer en recibir un salario como científica y la primera mujer en Inglaterra en ocupar un cargo gubernamental, y también la primera en publicar hallazgos científicos en las Philosophical Transactions de la Royal Society.

## Biografía
Nació en una familia numerosa de músicos y no recibió educación formal, ya que se pensaba que solo debía recibir la educación propia para ser ama de casa. Tanto sus hermanos William como Alexander eran músicos, y cuando el primero abandonó la música y empezó a estudiar astronomía, ella siguió sus pasos. En 1772, con 22 años se instaló en Inglaterra por invitacion de sus hermanos para comenzar una carrera como cantante pero finalmente comenzó su carrera científica en astronomía, bajo las directrices de su hermano que finalmente la llevaron a formarse por sí misma. William se especializó en la construcción de los mejores telescopios de su época, y Caroline comenzó ayudando a tomar anotaciones de los cuerpos celestes divisados por él para terminar realizando sus propias observaciones, que luego solían contrastar juntos. En 1786 poseía ya un pequeño observatorio propio. William era el astrónomo del rey y cuando ella tenía 37 años el rey Jorge III le asignó un sueldo como ayudante de su hermano, lo que le dio independencia económica y le permitió convertirse poco a poco en una celebridad en el mundo científico.
Junto con su hermano descubrió mil estrellas dobles y ambos demostraron que muchas de ellas eran sistemas binarios, con lo cual hallaron la primera prueba de la existencia de gravedad fuera del sistema solar. Cuando William falleció, a pesar de que ya no vivían juntos porque él se había casado tiempo atrás, Carolina abandonó Inglaterra y volvió a Hannover, donde continuó con sus investigaciones científicas.
Además de trabajar como secretaria de su hermano, por cuenta propia descubrió ocho cometas y tres nebulosas, asimismo elaboró diversos catálogos Fue la primera mujer en detectar un cometa descubriendo posteriormente siete más. En 1835 presentó a la Academia Royal de Göttingen los trabajos de Fiamsteed. Fue Miembro Honorario de la Sociedad Astronómica Royal. La Academia Irlandesa Real le otorgó el mismo título y a los noventa y seis años el Rey de Prussia le dio una medalla de oro en las ciencias.
Su trabajo fue reconocido en mayor medida tras su muerte en 1848, a los 97 años.

## Premios y reconocimientos
- Caroline Herschel es considerada la primera astrónoma profesional.
- En 1828 recibió la Medalla de oro de la Real Sociedad Astronómica, sociedad de la que fue su primer miembro honorario femenino.
- La nombraron miembro de la Real Academia Irlandesa.
- En 1846 recibió la Medalla de Oro de las Ciencias, del rey Federico Guillermo IV de Prusia.[6]
- El cráter lunar C. Herschel lleva este nombre en su honor.
- Caroline Herschel forma parte de la instalación de la artista feminista Judy Chicago, The Dinner Party. Esta es una historia simbólica de la mujer en la civilización occidental que representa a 1.038 mujeres de la historia; 39 de ellas están representadas por cubiertos y otras 999 en los nombres que están inscritos en The Heritage Floor sobre el que descansa la mesa.

  Su cubierto hace referencia a la astronomía y a sus logros en este campo. El ojo en el centro del plato recuerda la búsqueda a través del telescopio para descubrir los componentes del universo. La letra "C" mayúscula iluminada acuna un telescopio similar al modelo newtoniano que le regaló su hermano y que lanzó su carrera. La forma que rodea su nombre procede de la representación que la propia Herschel hizo de la Vía Láctea.